# Cyanoramphus
Cyanoramphus és un gènere d'ocells de la família dels psitàcids.

## Llista d'espècies
Segons la classificació del Congrés Ornitològic Internacional, (versió 11,1, 2021) aquesta família conté 12 espècies :
- Cyanoramphus zealandicus - cotorra frontnegra.
- Cyanoramphus ulietanus - cotorra de Raiatea.
- Cyanoramphus forbesi - cotorra de les Chatham.
- Cyanoramphus unicolor - cotorra de les Antípodes.
- Cyanoramphus auriceps - cotorra frontgroga.
- Cyanoramphus malherbi - cotorra de Malherbe.
- Cyanoramphus novaezelandiae - cotorra front-roja.
- Cyanoramphus hochstetteri - cotorra de Reischek.
- Cyanoramphus erythrotis - cotorra de Macquaire.
- Cyanoramphus saisseti - cotorra de Nova Caledònia.
- Cyanoramphus cookii - cotorra de Norfolk.
- Cyanoramphus subflavescens - cotorra de l'illa de Lord Howe.

Altres autors però, consideren que les 6 del final són subespècies de C. novaezelandiae.